# Márcio Lemos Soares Maia
Márcio Lemos Soares Maia (Passos, 23 de outubro de 1942) é um advogado e político brasileiro do estado de Minas Gerais.
Márcio Maia foi um dos fundadores do MDB e do PMDB de Passos, e do PSDB nacional. Foi secretário-geral da Ruralminas (1984-1985). Foi eleito deputado estadual constituinte de Minas Gerais na 11ª legislatura (1987-1991), pelo PMDB. Filiou-se ao PSDB logo que o partido foi fundado. Foi 2º-secretário da ALMG (1989-1991) e vice-prefeito de Passos (1989-1992). Foi, ainda, secretário adjunto de Minas e Energia e de Indústria e Comércio do governo Eduardo Azeredo, além de secretário dessa última pasta por quatro meses. Atualmente é empresário dos ramos imobiliário e da comunicação e permanece como membro do diretório estadual do PSDB. É também diretor da Unidade de Atendimento Integrado (UAI) de Passos.